# Шинкарук, Ирина Владимировна
Ирина Владимировна Шинкарук (род. 31 июля 1979, Фастов) — украинская певица, телевизионная ведущая, режиссёр, солистка Национального радио Украины, Народная артистка Украины (2019), заслуженная артистка Украины (2008), основатель и председатель оргкомитета Фестиваля Песенный Спас(Украинская статья)..

## Биография
Окончила Житомирский училище культуры (1997), Житомирский педагогический университет им. И. Франко (2000), Киевский национальный университет культуры и искусства (2001); обучалась вокалу в Варшавском театре оперетты (1994). С 1995—1999 — солистка-вокалистка Украинского государственного театра песни, с 1999 по настоящее время — солистка оркестра Национального радио Украины, работала также доцентом кафедры эстрадного вокала КНУКИИ (2000—2003), старшим диктором телеканала «Культура» (2000—2004).
Победительница многих всеукраинских и международных эстрадных фестивалей и конкурсов. Концертную деятельность начала в семилетнем возрасте в дуэте с отцом Владимиром Шинкаруком. Выступала в США, России, Польше, Словакии, Венгрии, Австрии, Франции, Германии, Кубе, Греции, Ливии, Андорре, в странах Средней Азии и др.
Первая украинка, чьё имя занесено в Международный музыкальный каталог «Who is who in music». Основательница нового направления в современной украинской популярной музыке — магический рок.
Выпустила девять музыкальных альбомов. Автор поэтических сборников «Народження голосу» (2001, предисл. В.Цибулько), «Відчуваю» (2004, предисл. П.Мовчана), аудиокниги собственных стихов «Міра» (2008). Режиссёр-постановщик и ведущая культурно-массового действа «85 лет образования Макаровского района» (2008), Всеукраинского праздника кобзарского искусства «Казацкая лира» (2009) и др.

## Правительственные награды и почётные знаки отличия
- Почётное звание «Заслуженная артистка Украины» (2008);
- Почётный знак Всеукраинского объединения «Держава» (2005);
- Орден «Золотой крест» Всеукраинской ассоциации работников культуры и искусства (2007);
- Лауреат Всеукраинской премии им. Ивана Огиенко (2008)
- Лауреат Национальной программы «Мистецький Олімп України» (2009);
- Почётный знак «Общественное признание» Ассоциации журналистов Украины (2010);;
- Диплом комитета Верховного Совета Украины по вопросам культуры и духовности (2010);
- Почётное звание «Почётный гражданин села Гореничи» (2011);
- Почётное звание «Народная артистка Украины» (2019).

## Творческие достижения
- 1990 — Всеукраинский фестиваль эстрадной музыки «Замковая гора» (Житомир) — I место;
- 1991 — Всеукраинский фестиваль детско-юношеского музыкального творчества «Солом’яний дзвін» (Луцк) — I место;
- 1991 — II Всеукраинский фестиваль «Червона рута» (Запорожье) — приз «Надежда»;
- 1992 — IV Всеукраинский фестиваль авторской песни «Оберіг» (Луцк) — диплом;
- 1993 — Всеукраинский конкурс Фонда культуры Украины «Новые имена» (Киев) — диплом;
- 1993 — III Всеукраинский фестиваль «Червона рута» (Донецк) — I место в жанре популярной музыки;
- 1993 — Международный фестиваль эстрадной песни «Белостокские мальвы» (Белосток, Польша) — Гран-при;
- 1993 — Всеукраинский фестиваль современной украинской песни «Песенный вернисаж» (Киев) — диплом;
- 1994 — V Международный эстрадный фестиваль «Голос Азии» (Алматы, Казахстан) — диплом FIDOF и приз за исполнении лучшей песни фестиваля «Місячний оберіг»;
- 1997 — XIV Всемирный фестиваль молодежи и студентов (Гавана, Куба);
- 1997 — Всеукраинский рейтинг популярности «Золотая фортуна» (Киев) — лучшая молодая певица Украины;
- 1998 — Всемирный фестиваль христианской молодежи (Вена, Австрия);
- 1998 — III Международный фестиваль современной эстрадной песни «Море друзей» (Ялта) — Гран-прі;
- 1999 — V Всеукраинский телевизионный фестиваль популярной музыки «Мелодия» (Львов) — Гран-при;
- 1999 — Международный конкурс исполнителей эстрадной песни им. В. Івасюка (Киев) — II премия;
- 2002 — Международный конкурс исполнителей эстрадной песни «Золотой скиф» (Донецк) — диплом;

## Творчество
Аудиоальбомы
- 1994 — «П’ята пора року» («Гарба», Київ);
- 1996 — «Крок до літа» («Гарба», Київ);
- 1999 — «Перекотиполе» («Євро-стар», Київ);
- 2000 — «Час любити» («Євро-стар», Київ).

СД
- 1996 «Я — наче птиця» («Гарба», Киев);
- 1998 «Перекоти-поле» («Болі-диск», Киев);
- 2000 «Іду до Вас» («Болі-диск», Киев);
- 2004 «Відчуваю» («Укрмюзік», Киев);
- 2006 «Це моя і твоя Україна» («ГроЛіс», Тернополь);
- 2008 «Міра» («ГроЛіс», Тернополь).

Клипы
- «Ти минаєш» — (2002, режиссёр Виктор Придувалов);
- «ДЕТИДЕЯ» — (2003, режиссёр Андрей Новоселов);
- «Зима» — (2005).

Поэтические сборники
- «Народження голосу» (2001);
- «Відчуваю» (2004).